# Charroux (Vienne)
 Charroux  es una población y comuna francesa, situada en la región de Poitou-Charentes, departamento de Vienne, en el distrito de Montmorillon y cantón de Charroux.

## Demografía
| 1733 | 1621 | 1644 | 1552 | 1428 | 1320 |
| Para los censos de 1962 a 1999 la población legal corresponde a la población sin duplicidades (Fuente: INSEE [Consultar]) |      |      |      |      |      |